# Lee Seung-hyeon
Lee Seung-hyeon (이승현?; Gumi, 16 aprile 1992) è un cestista sudcoreano.

## Carriera
Con la Corea del Sud ha disputato i Campionati mondiali del 2019 e due edizioni dei Campionati asiatici (2015, 2017).